# Apink
Apink（エーピンク、朝: 에이핑크）は、韓国の5人組女性アイドルグループである。2011年4月19日デビュー。ISTエンターテインメント所属。
グループ名の由来は最上級のAに少女らしさのpinkを合わせてApinkとなった。公式ファンクラブ名は「PINK PANDA」、日本のファンクラブ名は「PANDA JAPAN」（日本のファンクラブは2018年解散）である。

## 来歴
2011年

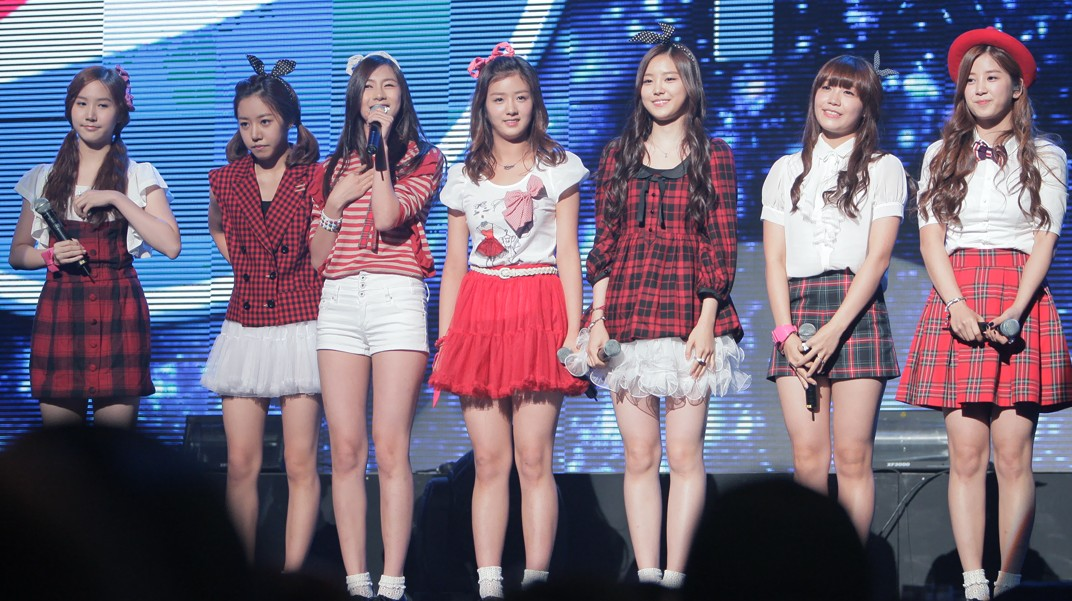
GSL Season 5 (2011年)

- 2月11日、ソン・ナウンが最初に公開され、2月17日にパク・チョロン、2月21日にオ・ハヨン、3月10日にチョン・ウンジ、ホン・ユギョンとメンバーを公開[5]。
- 3月11日、リアリティ番組 TrendE「Apink News」にて最初のTV公開となる。
- 3月18日、Apinkの全7人を公開。
- 4月12日、デビューミニアルバム『Seven Springs Of Apink』のジャケットを公開。
- 4月13日、ティーザー映像を公開。
- 4月15日、デビュー曲「몰라요 (分からない)」のティーザー映像を公開。
- 4月19日、デビューミニアルバム『Seven Springs of Apink』をリリース。ガオンアルバムチャート9位を獲得[6]。
- 4月21日、「M Countdown」(Mnet)にてデビューステージを披露。清純なイメージのタイトル曲「몰라요（分からない）」はガオン・デジタル総合チャートで20位を記録して人気を得た。

- 11月22日、2ndミニアルバム『Snow Pink』をリリースし、タイトル曲「My My」は2012年1月5日の「M Countdown」(Mnet)で初めて1位を獲得し[7]、ガオンアルバムチャート7位を記録[8]。年末には「Mnet Asian Music Awards」や「ゴールデンディスク賞」等で新人賞を獲得。

2012年

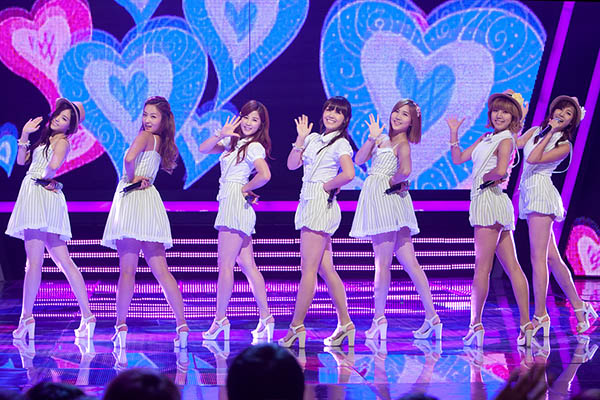
M Countdown(2012年9月28日)

- 4月19日、デビュー1周年記念デジタルシングル「4月19日」をリリース。ファンへの感謝の気持ちが込められた楽曲で、パク・チョロンが作詞を手掛けた。
- 5月9日、初のフルアルバム『UNE ANNEE』をリリース。ガオンアルバムチャート4位を獲得[9]。

2013年

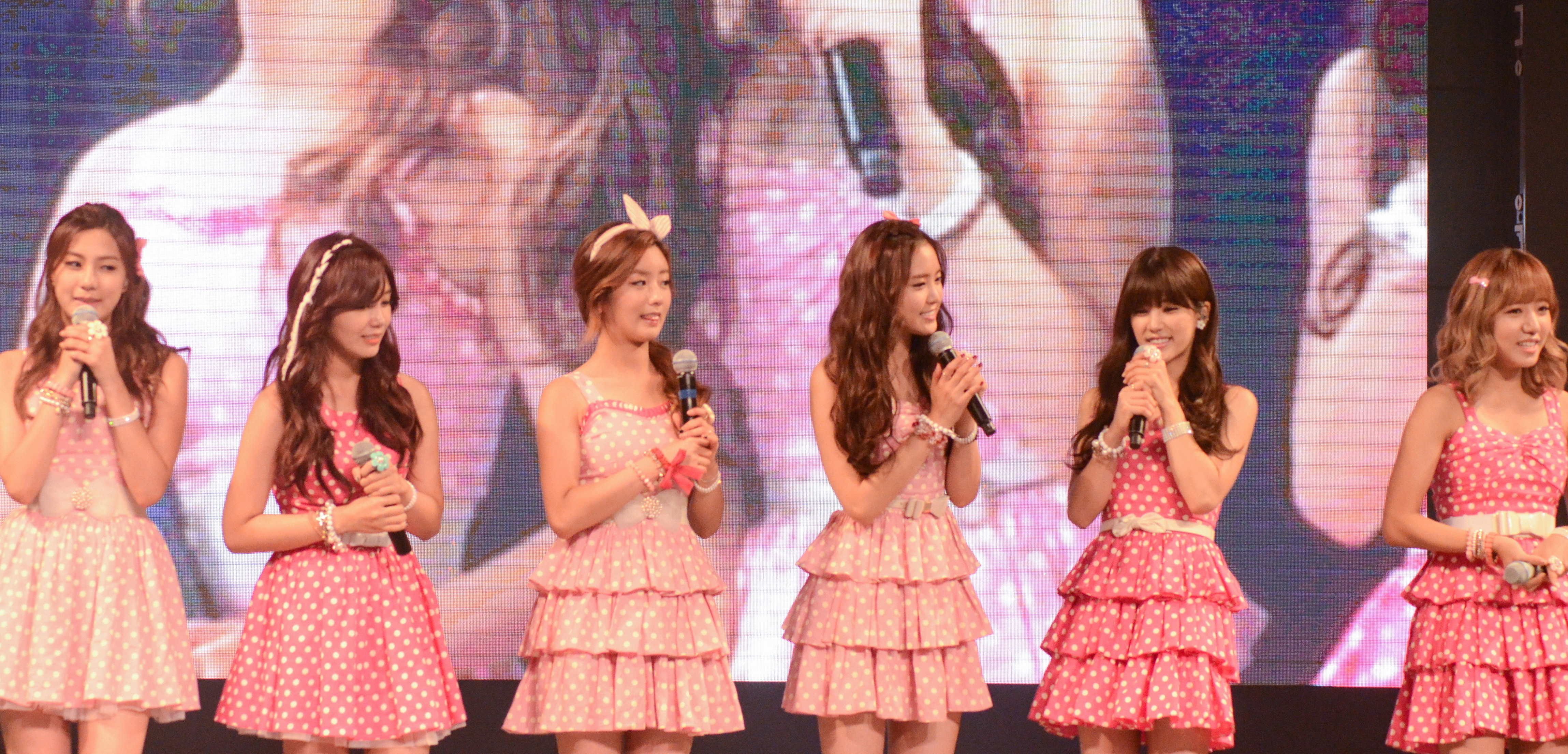
2013年10月25日

- 4月、ユギョンが学業専念を理由として脱退[10]。
- 7月5日、3rdミニアルバム『Secret Garden』をリリース[11]。ガオンアルバムチャート2位を獲得[12]。タイトル曲「NoNoNo」は、「ショー 音楽中心」や「ミュージックバンク」など初めて地上波の音楽番組で1位を獲得[13][14]。
- 7月11日、「ソウルキャラクター・ライセンシングフェア2013」の広報大使に任命される[15]。

2014年

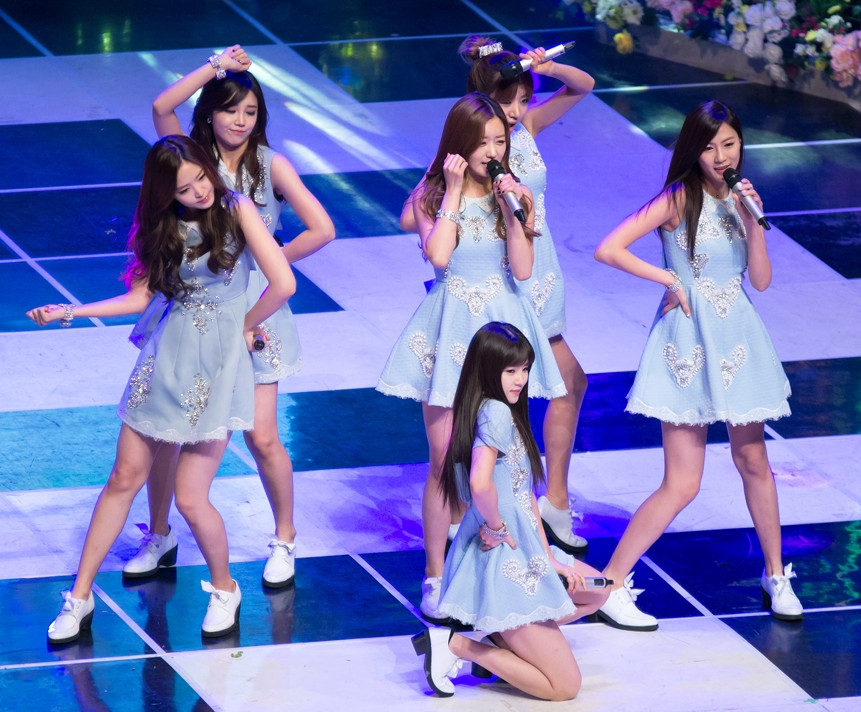
大韓民国芸能芸術賞(2014年)

- 1月12日にデビュー1000日を迎えることを記念して、これまでファンが送ってくれた愛情に感謝する気持ちで翌13日、デジタルシングル「Good Morning Baby」をリリース。
- 3月20日、31日に音源とともに公開予定だった4thミニアルバム『Pink Blossom』のジャケットイメージが職員のミスで流出したことで前倒しで公開となった[16]。タイトル曲「Mr. Chu」は、4月9日「SHOW CHAMPION」、10日「M COUNTDOWN」、11日「ミュージックバンク」、12日「ショー 音楽中心」、13日「人気歌謡」と一週間の音楽番組で連続して1位を獲得[17]。台湾アルバムチャートでも1位を獲得[18]。収録曲「사랑동화 (愛の童話)」と「So Long」の作詞はパク・チョロンが手掛けた。また、ガオンアルバムチャート2位を獲得[19]。
- 4月19日、デビュー3周年を記念して2000席規模のファンミーティングの開催を予定[20]していたが中止となった[21]。
- 6月14日、延期されていた第2期ファンミーティングイベント『Apink × PINK PICNIC』を開催[22]。同日、日本デビューの決定が告知され、Aｐink Japan Official fan club「PANDA JAPAN」が発足。
- 6月27日、ユン・ボミとキム・ナムジュが結成したApink初のユニットプロジェクト“Apink BnN”が「勇敢な兄弟」の10周年記念プロジェクトアルバムに参加し、デジタルシングル「My Darling」をリリース[23]。
- 8月4日、「1st Japan Showcase」を開催[24]。
- 9月13日、「1st Japan Showcase」に参加できなかったファンの要望に応え、大阪で「2nd Japan Showcase」を開催。
- 10月21日・22日・23日、大阪・愛知・神奈川でApinkの日本デビューを記念して、「ミニライブ ＆ メンバー別メッセージカード手渡し会」を開催。
- 10月22日、日本デビューシングル「NoNoNo」をリリース[3]。オリコンシングルデイリーランキングで3位を獲得[25]。
- 10月24日、追加イベント「メンバー別メッセージカード手渡し会」を開催[25]。
- 11月12日、17日にリリース予定だった5thミニアルバム『Pink LUV』が、制作ミスにより24日に延期[26]。
- 11月20日、5thミニアルバム『Pink LUV』のリリース前に、デビュー以来初のショーケースをソウル江南区三成洞JBKホールで開催。
- 11月24日、5thミニアルバム『Pink LUV』をリリース。収録曲「Wanna Be」の作詞はパク・チョロンが手掛けた。また、このアルバムで初めてガオンアルバムチャート1位を獲得[27]。
- 12月2日から1月10日の間タイトル曲「LUV」は、SBS MTV「THE SHOW：ALL ABOUT K-POP」で3冠、Mnet「M Countdown」で2冠、KBS 2TV「ミュージックバンク」で2冠、MBC「Show! 音楽中心」で5冠、SBS「人気歌謡」で3冠、年末ゆえに放送休止やランキング発表なしの回があったにもかかわらず、自己最多の15冠を獲得。「Show! 音楽中心」においては番組史上初の5週連続1位となった。2014年に活動したガールズグループで唯一地上波3社で2週連続の1位を手にした。
- 12月17日、Apinkベストアルバム『2011-2014 Best of Apink ～KoreanVer.～ 』をリリース。

2015年

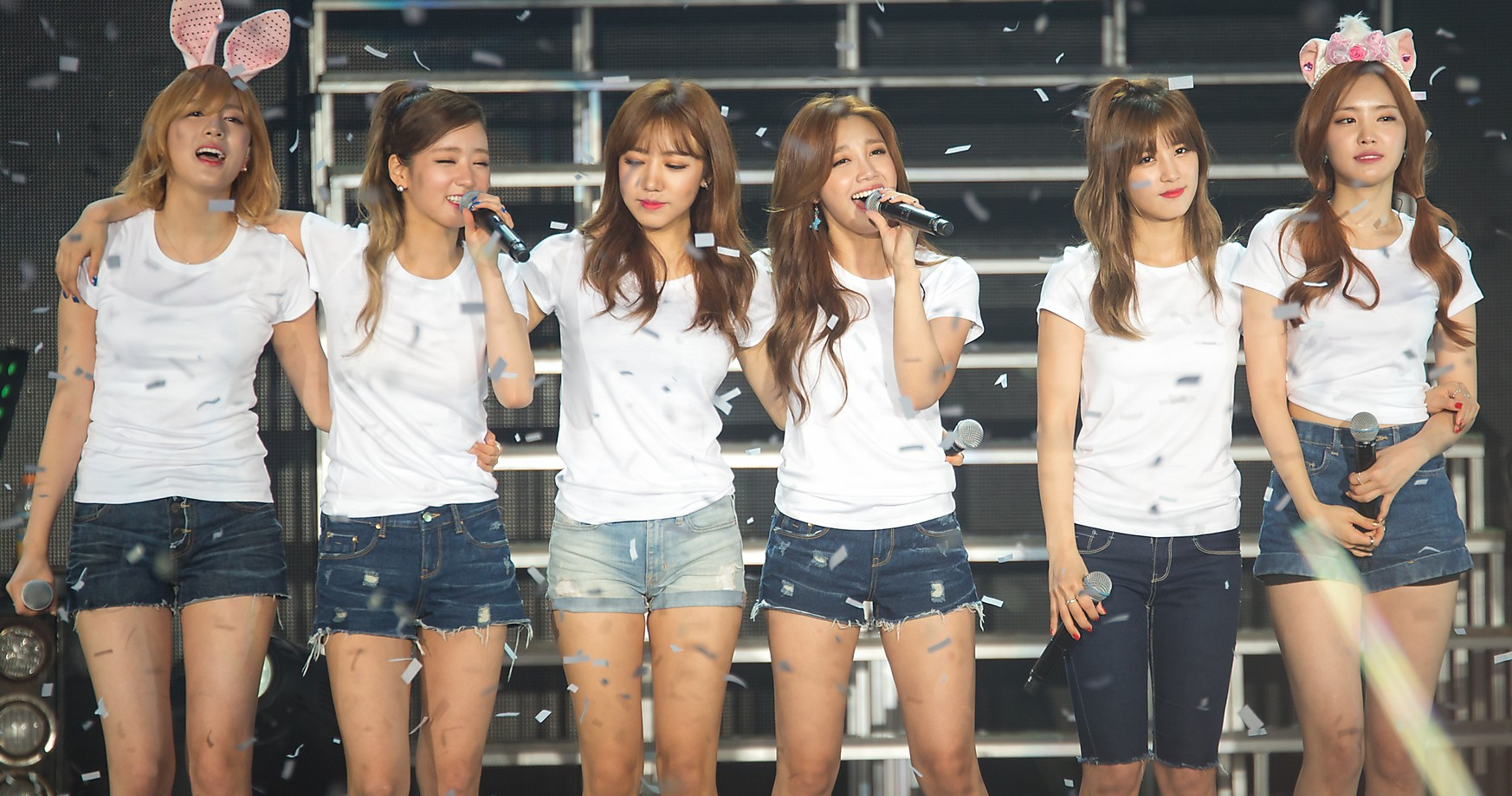
初単独コンサート『PINK PARADISE』(2015年)

- 1月4日、SBS「人気歌謡」でタイトル曲「LUV」の活動を終えた。
- 1月30・31日、ソウルオリンピック公園オリンピックホールで、デビュー以来初の単独コンサート『PINK PARADISE』を開催。
- 2月15日、日本初ファンミーティング『Apink JAPAN Fanmeeting 2015 ～Pink Valentine with U～』を開催。
- 2月17日・18日・19日・21日、福岡・大阪・愛知・東京で日本2ndシングル「Mr. Chu」のリリースを記念して、「Apink special event ～Page１～ Mr.Chu」と「メンバー別 Mr. Chu特製カード手渡し会」を開催。
- 2月18日、日本2ndシングル「Mr. Chu」をリリース。オリコン週間チャート2位を獲得[3]。
- 4月19日、デビュー4周年記念ファンソングとしてチョン・ウンジ自作曲「새끼손가락 (Promise U)」をリリース。
- 5月19日・22日、北海道・岡山で日本3rdシングル「LUV」のリリースを記念して、「ミニライブ ＆ メンバー別 LUVレター手渡し会」を開催。
- 5月20日・23日、東京・大阪で日本3rdシングル「LUV」のリリースを記念して、「メンバー別 LUVレター手渡し会」を開催。
- 5月20日、日本3rdシングル「LUV」をリリース。オリコン週間チャート2位を獲得[3]。

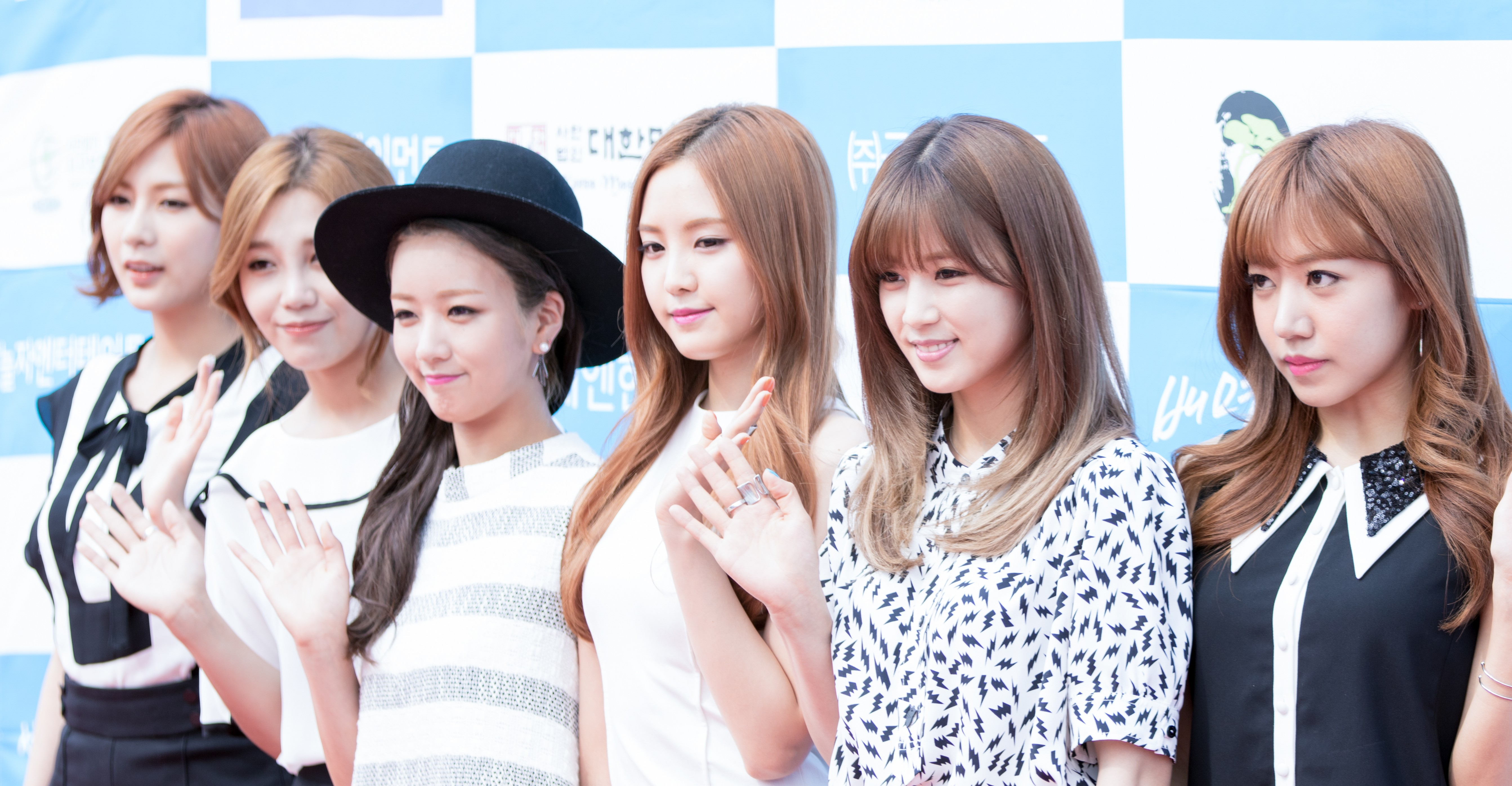
Hanbitsa Awards(2015年)

- 6月10日、日本初ファンミーティングDVD『Apink JAPAN Fanmeeting 2015 ～Pink Valentine with U～』をリリース。
- 6月24日、韓国初単独コンサートDVD『Apink 1st CONCERT -PINK PARADISE-』をリリース。
- 7月16日、2ndフルアルバム『PINK MEMORY』をリリース。ソウル東大門(トンデムン)区慶熙(キョンヒ)大学の平和の殿堂でショーケースを開催。収録曲「Dejavu」の作詞はパク・チョロンが、「What A Boy Wants」の作詞はオ・ハヨンが手掛け、チョン・ウンジ自作曲「새끼손가락 (Promise U)」が収録された。
- 8月22・23日、ソウルの蚕室(チャムシル)室内体育館で2nd単独コンサート『PINK ISLAND』を開催。
- 8月26日、日本1stアルバム『PINK SEASON』をリリース[3]。
- 9月3日・5日・21日・10月4日・12日、愛知・福岡・大阪・東京で初のジャパン・ツアー『Apink 1st LIVE TOUR 2015 ～PINK SEASON～』4都市6公演を開催。
- 12月9日、日本4thシングル「SUNDAY MONDAY」をリリース。

2016年

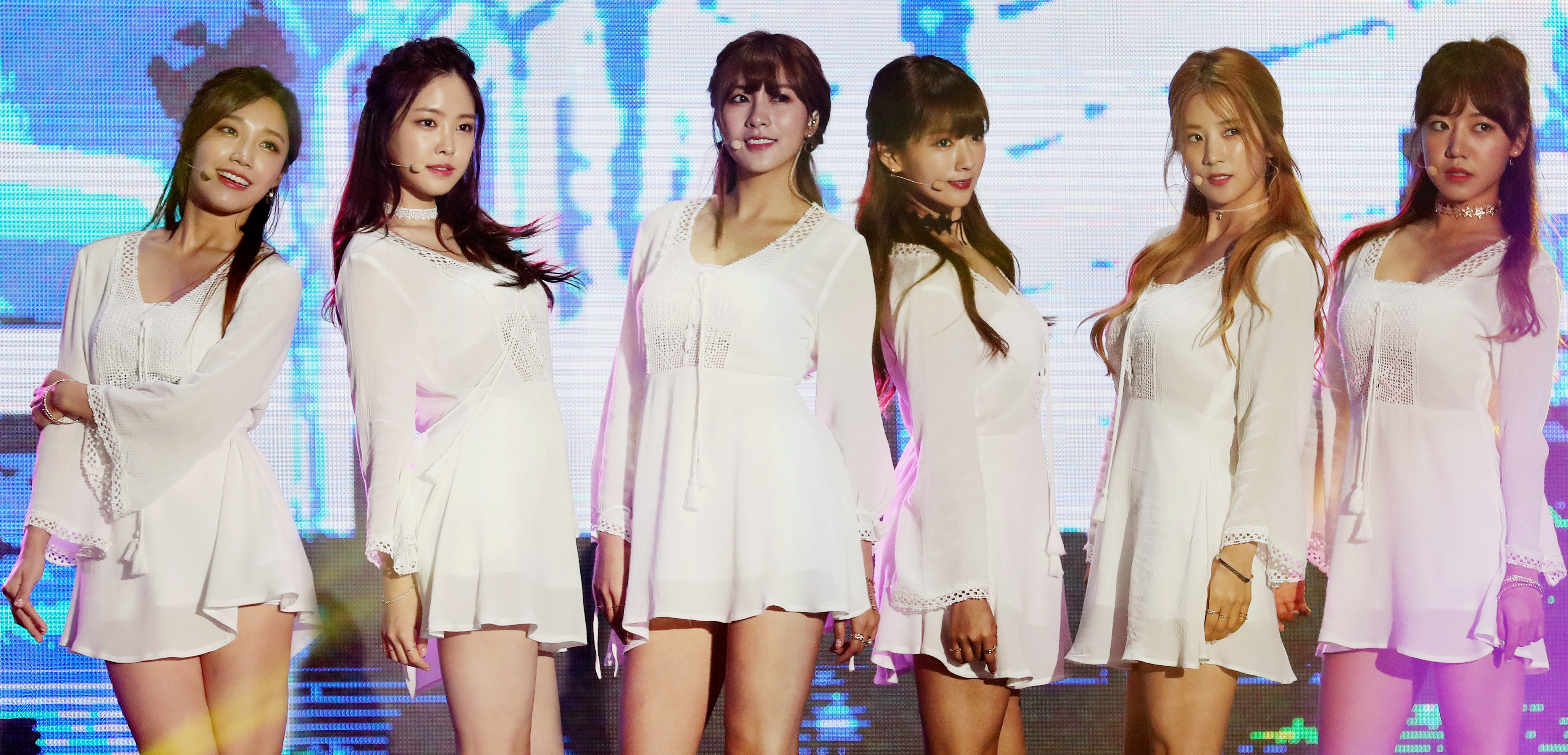
韓国セールフェスタ（2016年）

- 2月10日、日本初単独コンサートDVD『Apink 1st LIVE TOUR 2015 ～PINK SEASON～』をリリース。
- 2月17日・20日、大阪・東京でファンミーティング『Apink JAPAN 2nd Fanmeeting ～PINK DAY WITH U～』を開催。
- 3月9日、韓国単独コンサートDVD『Apink 2nd CONCERT -PINK ISLAND IN SEOUL-』をリリース。
- 3月23日、Apink初の日本オリジナル曲として、日本5thシングル「Brand New Days」をリリース[3]。
- 4月18日、チョン・ウンジが初のソロミニアルバム『Dream』をリリース。タイトル曲「하늘바라기」は、チョン・ウンジがイダンヨプチャギ、long candy、EASTWESTと共に作詞作曲編曲に参加し自身の話を込めた。また、ショーケースではなく親子が同伴するファンだけを招待した音楽鑑賞会「この春をあなたにDream」を開催。
- 4月19日、デビュー5周年を記念してファンへ贈るファンソング「네가 손짓해주면 (あなたが手招きしてくれれば / The Wave)」をリリース。パク・チョロンが作詞に参加した。
- 4月28日、チョン・ウンジがソロでMnet「M Countdown」で初の1位、5月1日にSBS「人気歌謡」で2回目の1位を獲得。
- 5月4日、デビュー5周年記念フォトブック「Apink 1st Photobook 'GIRL'S SWEET REPOSE'」をリリース。
- 5月20日、ファンミーティングDVD『Apink JAPAN 2nd Fanmeeting ～PINK DAY WITH U～』をリリース。
- 7月7日・9日・10日・16日・18日・23日、北海道・東京・大阪・福岡・愛知でジャパン・ツアー『Apink 2nd LIVE TOUR 2016 ～PINK SUMMER～』5都市6公演を開催[3]。
- 8月1日から8月7日、福岡・広島・愛知・大阪・兵庫・東京・新潟で日本6thシングル「サマータイム！」リリース記念イベントを開催。
- 8月3日、日本6thシングル「サマータイム！」をリリース。収録曲2曲ともに日本オリジナル曲。
- 9月26日、3rdフルアルバム『PINK REVOLUTION』をリリース。ソウル広津(クァンジン)区華陽洞(ファヤンドン)にある建国大学新千年館でショーケースを開催。収録曲「To.Us」はパク・チョロンが作詞。
- 10月26日、日本2nd単独コンサートDVD『Apink 2nd LIVE TOUR 2016 ～PINK SUMMER～』をリリース。
- 12月15日、冬のスペシャルアルバム『Dear』をリリース。収録曲「흔한 일 (ありふれた事)」の作詞、ボーカルはパク・チョロンとソン・ナウンが、「잃어버린 조각 (失われたかけら)」の作詞、ボーカルはユン・ボミとキム・ナムジュが、「그 봄날, 이 가을 (その春の日、この秋)」の作詞、ボーカルはチョン・ウンジとオ・ハヨンが担当。
- 12月17日・18日、ソウル奨忠洞(チャンチュンドン)奨忠体育館で3rd単独コンサート『PINK PARTY：The Secret Invitation』を開催。
- 12月21日、日本2ndアルバム『PINK♡DOLL』をリリース。
- 12月21日・23日・24日・25日、神奈川・大阪・愛知・東京で日本2ndアルバム『PINK♡DOLL』リリース記念イベントを開催。

2017年

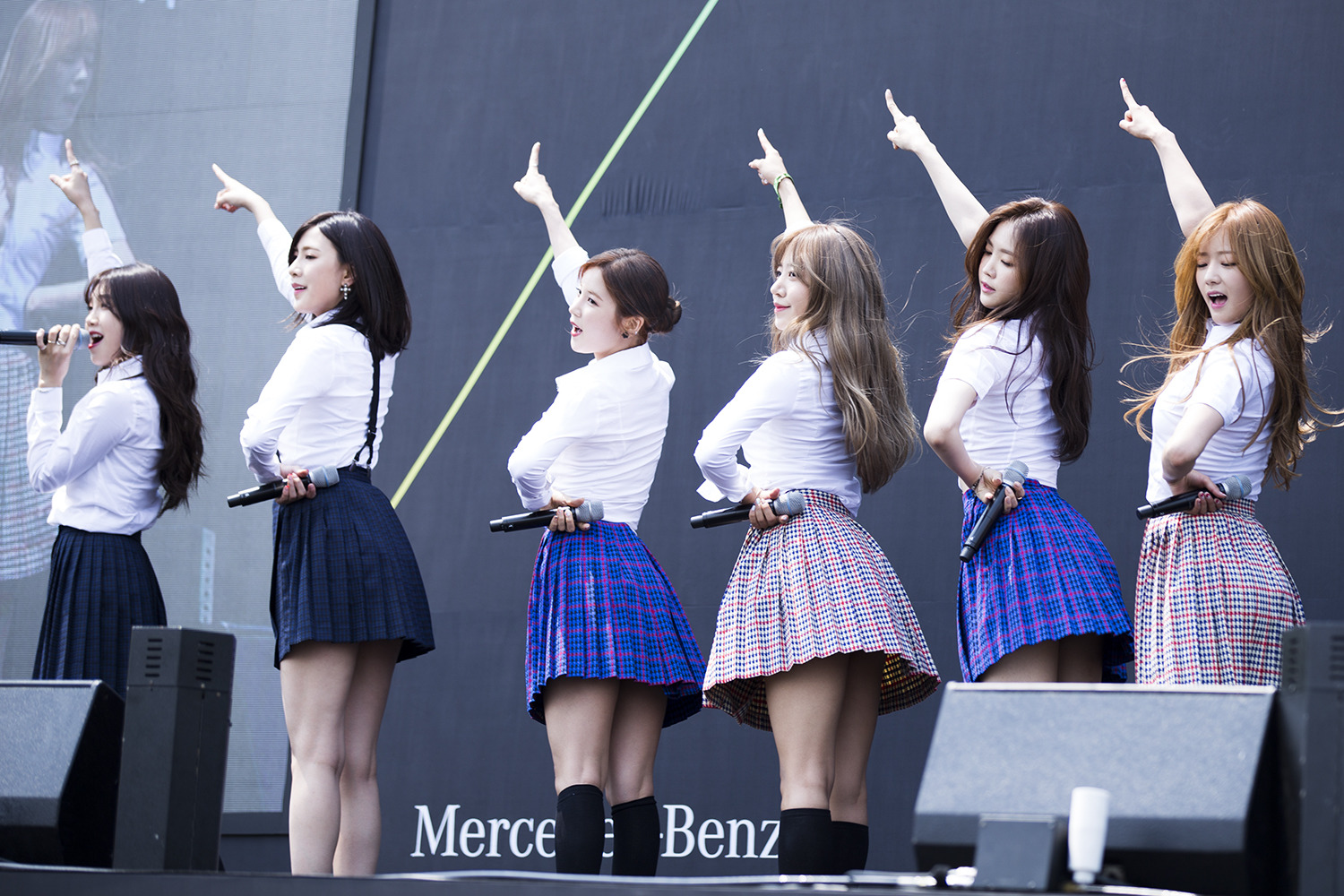
Mercedes Benz Donatic & Race Event(2017年)

- 3月29日、日本7thシングル「Bye Bye」をリリース。日本オリジナル曲もApinkの代表曲を手掛けてきた韓国のプロデューサーであるシンサドンホレンイが担当。
- 3月29日・30日、福岡・京都で「Bye Bye」リリース記念イベント「メッセージカード手渡し会」を開催。
- 4月1日・2日、東京・兵庫で「みんなのリクエストベスト10！ミニライブ&トーク&more..2017」＆「Bye Bye」リリース記念イベント「メッセージカード手渡し会」を開催。
- 4月10日、チョン・ウンジが2ndソロミニアルバム『공간 (空間)』をリリース。収録曲「소녀의 소년 (少女の少年)」と「서울의 달 (ソウルの月)」の作詞を手掛けた。
- 4月19日、スペシャルデジタルシングル「Always」をリリース。
- 6月3日・4日、チョン・ウンジがソウル梨花女子大サムスンホールで初のソロコンサート『屋根裏部屋』を開催。
- 6月26日、6thミニアルバム『Pink UP』をリリース。ソウル麻浦(マポ)区西橋洞(ソギョドン)新韓カードFANスクエアライブホールでショーケースを開催。収録曲「EYES」の作詞はパク・チョロンが担当。
- 7月10日、4月1日チームスマイル・豊洲PIT収録 DVD『みんなのリクエストベスト10！ミニライブ&トーク&more..2017』をリリース。
- 7月22日・7月26日・7月30日、兵庫・愛知・神奈川でジャパン・ツアー『Apink 3rd LIVE TOUR 2017 ～3years～』3都市3公演を開催。
- 7月25日、日本8thシングル「もっとGO！GO！」をリリース。
- 7月23日・25日・27日・29日、福岡・大阪・愛知・東京で「もっとGO！GO！」リリース記念イベント「メッセージカード手渡し会」を開催。
- 9月1日、韓国単独コンサートDVD『Apink 3rd CONCERT -PINK PARTY-』をリリース。
- 9月9日、チョン・ウンジがデジタルシングル「MANITO」をリリース。
- 11月8日、日本9thシングル「Orion」をリリース。
- 11月22日、東京で日本9thシングル「Orion」リリース記念試写会を開催。
- 11月23日・24日・25日・26日、東京・愛知・大阪・福岡で「Orion」リリース記念イベント「メッセージカード手渡し会」を開催。
- 12月27日、日本3rdアルバム『Pink Stories』をリリース。

2018年

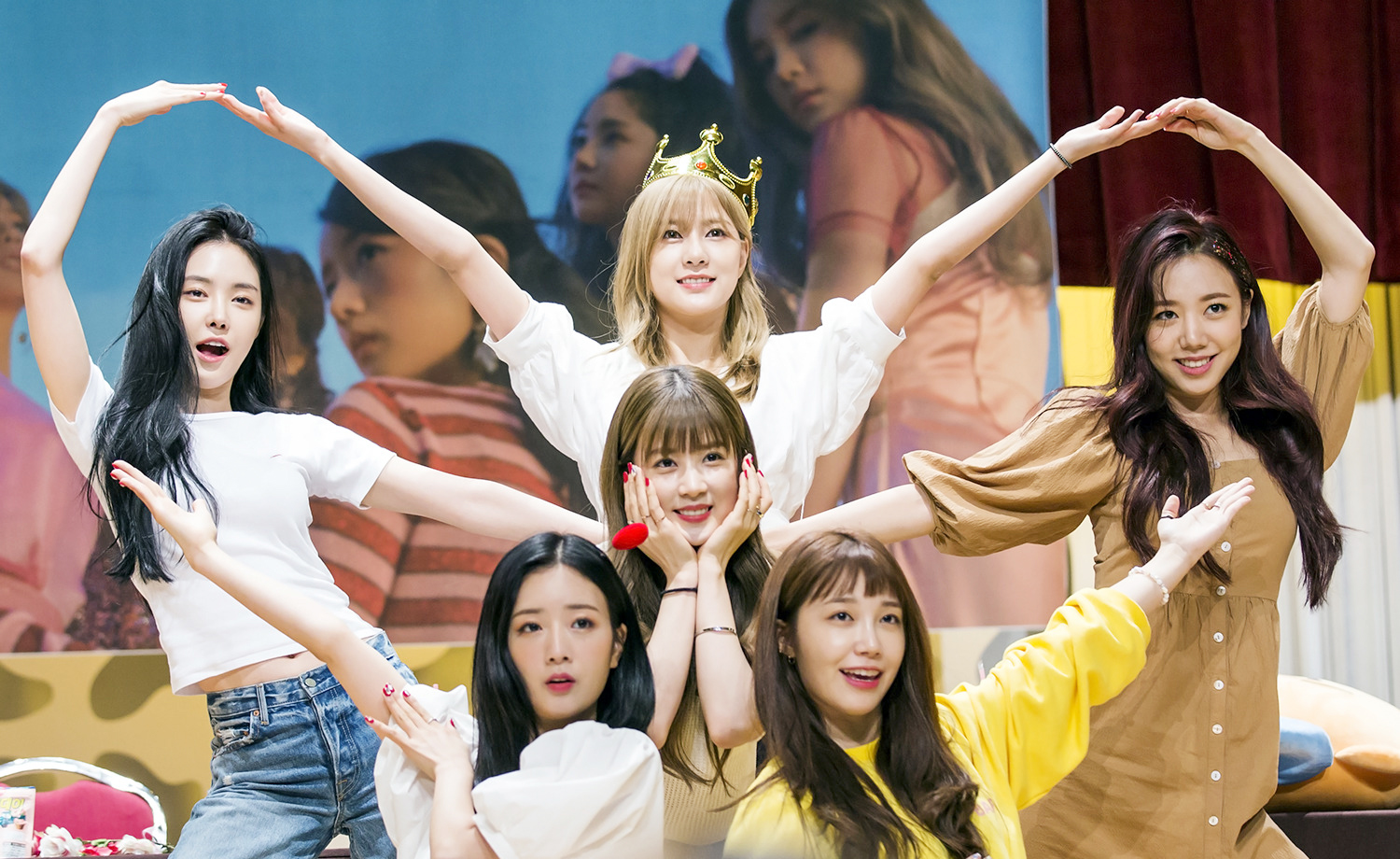
ファンサイン会（2018年）

- 1月、日本ファンクラブ「PANDA JAPAN」が日本所属事務所との契約満了にともない解散[28]。
- 1月12日・13日、ソウル蚕室(チャムシル)オリンピック公園SKハンドボール競技場で4th単独コンサート『PINK SPACE 2018』を開催。
- 4月18日、日本でリリースした全9シングルと全3アルバムのリード曲3曲を収録したコレクションアルバム『APINK SINGLE COLLECTION』をリリース。
- 4月19日、7周年記念スペシャルシングル「기적 같은 이야기 (奇跡のような物語)」をリリース。パク・チョロンが歌詞、チョン・ウンジが作曲に参加した。3万枚限定のフォトブック形式で200ページを超える分量を収めた。
- 4月21日、ソウル広津(クァンジン)区世宗(セジョン)大学大洋(テヤン)ホールでファンミーティング『PINK CINEMA』を開催[29]。
- 7月2日、7thミニアルバム「ONE＆SIX」をリリース。ソウル広津(クァンジン)区広壮洞(クァンジャンドン)YES24ライブホールでショーケースを開催。収録曲「Don't be silly」にパク・チョロンが、「별 그리고.. (星そして..)」にキム・ナムジュが作詞に参加した。
- 9月21日、東京でファンミーティング『2018 Apink Fanmeeting in Japan ～ONE＆SIX～』を開催。
- 9月22日、東京で韓国7thミニアルバム『ONE＆SIX』リリース記念イベントを開催。
- 10月13日・14日、チョン・ウンジがソウル延世(ヨンセ)大学大講堂で2度目のソロコンサート『暳花(ヘファ)驛』を開催。
- 10月17日、チョン・ウンジが3rdソロミニアルバム『暳花』をリリース。全曲の作詞と6曲の作曲を手がけた。
- 11月3日・10日、チョン・ウンジが大邱(テグ)市慶北(キョンブク)大学大講堂と釜山KBSホールでソロコンサート『暳花(ヘファ)驛』を開催。
- 11月28日・29日、チョン・ウンジが日本初単独コンサート『2018 Jeong Eun Ji 1st Live in Japan ～Hyehwa～』を開催。

2019年
- 1月5・6日、オリンピック公園内SKハンドボール競技場にて5回目の単独コンサート「PINK COLLECTION」を開催[30]。
- 1月7日、8thミニアルバム「PERCENT」をリリース。タイトル曲は「%%(Eung Eung(응응))」。
- 4月19日、デビュー8周年を記念したデジタルシングル「Everybody Ready？」をリリース。
- 8月21日、オ・ハヨンが初のソロミニアルバム「OH!」をリリースし、メンバー2人目のソロデビュー[31]。

2020年
- 2月1日・2日、ソウルオリンピック公園オリンピックホールで6回目の単独コンサート『Welcome to PINK WORLD』を開催[32]。
- 4月13日、9thミニアルバム『LOOK』をリリース。タイトル曲は「덤더럼 (Dumhdurum)」。主要な音楽チャートで1位を獲得すると[33]、8つの音楽番組で1位を獲得し、デビュー10年目のガールズグループが地上波の音楽番組で1位を獲得するのはWonder Girls以来2組目となった[34]。
- 9月7日、キム・ナムジュが(G)I-DLEソヨンとコラボした自作曲『Bird』をリリースし、ソロデビューを果たした[35]。
- 12月27日、コロナ禍となり初のオンライン公演「Pink of the year」を開催[36]。

2021年
- 4月19日、デビュー10周年記念ファンソング「고마워（Thank you）」をリリース。
- 4月29日、ソン・ナウンが女優活動を拠点に置くためPlay Mエンターテインメントから退社、グループからは脱退せず6人体制は継続することを発表した[37]。
- 12月31日、世宗大学大洋ホールにてデビュー10周年を記念するファンミーティング「Pink Eve」を開催した[38]。ナウン退社後、6人揃っての初の完全体での活動となった[39]。

2022年
- 2月21日、10周年のスペシャルアルバム『Horn』をリリース。タイトル曲は『Dilemma』。レコーディング、ジャケット写真、MVには全員揃って参加したが、アルバム発売の日程が予定より遅れたためスケジュール調整が合わずソン・ナウンだけ音楽番組出演等の活動は不参加となった[40]。MVの再生数が公開2日で1000万回を突破し、12ヶ国のiTunesチャートの上位を占め、初動売上の自己最高記録を更新した[41]。
- 4月8日、ソン・ナウンの脱退が発表された[42]。
- 4月19日、デビュー11周年を記念したデジタルシングル「나만 알면 돼 (I want you to be happy / 私だけ分かればいい)」をリリース。

2023年
- 4月5日、10thミニアルバム『SELF』をリリース。タイトル曲は「D N D」。
- 4月28日、チョン・ウンジのみISTエンターテインメントと再契約[43]。他の4人は同事務所とは再契約せず、CHOI CREATIVE LABとの専属契約となった[44]。なお双方の事務所から、Apinkは解散せず今後も5人で活動を継続してゆくことが発表された。
- 12月11日、シングル『PINK CHRISTMAS』リリース[45]

2024年
- 4月19日、デビュー13周年記念としてデジタルシングル『Wait Me There』をリリース。

### 2025年
- 4月19日、デビュー14周年記念としてデジタルシングル『Tap Clap』をリリース。

- 5月2日、チョン・ウンジが芸能事務所BILLIONSに移籍したことが同事務所から発表された[46]。

- 6月10日、パク・チョロン、ユン・ボミ、キム・ナムジュ、オ・ハヨンの4名が、with usエンターテインメントとマネジメント契約を結んだことが同事務所から発表された[47]。その後7月7日に同事務所と専属契約を締結し、CHOI CREATIVE LABから完全移籍となった[48]。

## メンバー

### 現メンバー
| 画像 | 名前           | 名前     | 名前         | 名前   | 生年月日              | 身長  | 体重 | 血液型 | 兄弟姉妹 | ポジション                           | 詳細 |
| 画像 | カタカナ       | ハングル | ローマ字     | 漢字   | 生年月日              | 身長  | 体重 | 血液型 | 兄弟姉妹 | ポジション                           | 詳細 |
| ---- | -------------- | -------- | ------------ | ------ | --------------------- | ----- | ---- | ------ | -------- | ------------------------------------ | --- |
|      | パク・チョロン | 박초롱   | Park ChoRong | 朴初瓏 | 1991年3月3日（34歳）  | 163.4 | 46   | O      | 姉、妹   | リーダー サブボーカル メインラッパー | - しっかり者のカリスマリーダー - 愛称「ロンママ」 - 合気道3段所有者 - JYP練習生出身 - ユニット「JooJiRong」のメンバー - ユニット「CHOBOM」のメンバー                           |
|      | ユン・ボミ     | 윤보미   | Yoon BoMi    | 尹普美 | 1993年8月13日（31歳） | 163   | 51.4 | O      | 姉、弟   | リードボーカル メインダンサー        | - メンバーの中では最も練習生期間が長い - テコンドー3段で回し蹴りが得意 - バラエティ番組のMCでも活躍 - JYP練習生出身 - ユニット「YOS」のメンバー - ユニット「CHOBOM」のメンバー |
|      | チョン・ウンジ | 정은지   | Jeong EunJi  | 鄭恩地 | 1993年8月18日（31歳） | 162.7 | 47   | B      | 弟       | メインボーカル                       | - デビュー直前にメンバーで最後に合流 - 釜山出身で方言を駆使するアイドル - ドラマ「応答せよ1997」でブレイク - ソロアーティストとしても活躍 - ユニット「JooJiRong」のメンバー    |
|      | キム・ナムジュ | 김남주   | Kim NamJoo   | 金南珠 | 1995年4月15日（30歳） | 165   | 48   | B      | 一人っ子 | リードボーカル                       | - 子役出身で芸歴が一番長い - 元気なApinkのビタミン - 成均館大学演技芸術学科 (2015年度入学) - 2020年、ソロデビュー - ユニット「JooJiRong」のメンバー                            |
|      | オ・ハヨン     | 오하영   | Oh HaYoung   | 吳夏榮 | 1996年7月19日（28歳） | 169   | 51   | B      | 一人っ子 | サブボーカル                         | - ソウル公演芸術高等学校実用音楽科卒業 - 最年少ながら身長が一番高く、大人びた顔立ち - 2019年、ウンジに続き二人目のソロデビュー - ユニット「YOS」のメンバー                     |

### 旧メンバー
| 画像 | 名前           | 名前     | 名前         | 名前   | 生年月日              | 身長 | 体重 | 血液型 | 兄弟姉妹 | ポジション                  | 詳細 |
| 画像 | カタカナ       | ハングル | ローマ字     | 漢字   | 生年月日              | 身長 | 体重 | 血液型 | 兄弟姉妹 | ポジション                  | 詳細 |
| ---- | -------------- | -------- | ------------ | ------ | --------------------- | ---- | ---- | ------ | -------- | --------------------------- | --- |
|      | ホン・ユギョン | 홍유경   | Hong YuKyung | 洪瑜暻 | 1994年9月22日（30歳） | 167  | 48   | AB     | 兄       |                             | - JYP練習生出身 - 学業に専念するため2013年4月23日に脱退 - 中央大学演劇映画学科卒業 - 2018年3月、チョン・ウンジのインスタグラムにApinkのメンバーとユギョンがプライベートで交流する姿が公開された - 2021年、脱退後に進路を変え、デザイナーに転身したことが明かされた |
|      | ソン・ナウン   | 손나은   | Son NaEun    | 孫娜恩 | 1994年2月10日（31歳） | 167  | 45   | B      | 妹       | サブボーカル リードダンサー | - ビジュアルセンター - 幼少の頃から美術に携わる - JYP練習生出身 - 東国大学演劇映画科 (2014年度入学) - ユニット「YOS」のメンバー - 2021年4月、Play Mエンターテインメント退社 - 2022年4月8日に脱退                                                                   |

## ディスコグラフィー

### 韓国

#### ミニアルバム
| No.  | タイトル                                 | 収録曲 |
| ---- | ---------------------------------------- | --- |
| 1st  | Seven Springs Of Apink （2011年4月19日） | 1. Seven Springs Of Apink 2. 몰라요 (I Don't Know) 3. It Girl 4. Wishlist 5. Boo                                                                                              |
| 2nd  | Snow Pink （2011年11月22日）             | 1. He's My Baby 2. MY MY 3. Yeah 4. 꿈결처럼 (Like a Dream) 5. Prince |
| 3rd  | Secret Garden （2013年7月5日）           | 1. U You 2. NoNoNo 3. Lovely Day 4. 난 니가 필요해 (I Need You) 5. Secret Garden 6. NoNoNo (Instrumental)                                                                     |
| 4th  | Pink Blossom （2014年3月31日）           | 1. SUNDAY MONDAY 2. Mr. Chu (On Stage) 3. Crystal 4. 사랑동화 (Fairytale Love) 5. So Long 6. Mr. Chu (Original) 7. Mr. Chu (On Stage) (Instrumental)                          |
| 5th  | Pink LUV （2014年11月24日）              | 1. LUV 2. Wanna Be 3. Secret 4. 천사가 아냐 (Not An Angle) 5. 동화 같은 사랑 (Love Like A Fairytale) 6. LUV (Instrumental) 7. Good Morning Baby 8. My Darling (BoMi & NamJoo) |
| 6th  | Pink UP （2017年6月26日）                | 1. FIVE 2. 콕콕 (Kok Kok) 3. Eyes 4. 좋아요! (LIKE!) 5. Evergreen 6. Always 7. FIVE (Instrumental)                                                                            |
| 7th  | ONE & SIX （2018年7月2日）               | 1. 1도 없어 (I'm so sick) 2. A L R I G H T 3. Don't be silly 4. 별 그리고.. (Forever Star..) 5. 말보다 너 (Promise me) 6. I Like That Kiss                                    |
| 8th  | PERCENT （2019年1月7日）                 | 1. %% (응응) 2. 안아줘요 (HUG ME) 3. 느낌적인 느낌 (What Are You Doing?) 4. 줄다리기 (Push & Pull) 5. Enough 6. 기억 더하기 (Memories)                                        |
| 9th  | LOOK （2020年4月13日）                   | 1. 덤더럼 (Dumhdurum) 2. Yummy 3. Be Myself 4. Love is Blind 5. Overwrite 6. 너의 모든 순간을 사랑해 (Moment) 7. Everybody Ready?                                             |
| 10th | SELF （2023年4月5日）                    | 1. D N D 2. Withcha 3. Me, Myself & I 4. Candy 5. 나만 알면 돼 |

#### フルアルバム
| No. | タイトル                          | 収録曲 |
| --- | --------------------------------- | --- |
| 1st | UNE ANNEE （2012年5月9日）        | 1. UNE ANNEE 2. HUSH 3. 고양이 (Cat) 4. 4월 19일 (April 19th) 5. BUBIBU 6. STEP 7. BOY 8. I GOT YOU 9. 하늘 높이 (Sky High) (Feat. Joker(ヨン・ジュンヒョン))               |
| 2nd | PINK MEMORY （2015年7月16日）     | 1. Remember 2. Perfume 3. 끌려 4. Dejavu 5. 꽃잎점 (Petal) 6. What A Boy Wants 7. I DO 8. 신기하죠 (A Wonderful Love) 9. Remember (Instrumental) 10. 새끼손가락 (Promise U) |
| 3rd | PINK REVOLUTION （2016年9月26日） | 1. 내가 설렐 수 있게 (Only One) 2. Oh Yes 3. Boom Pow Love 4. Fairy 5. Drummer Boy 6. To.Us 7. Ding Dong 8. Catch Me 9. 네가 손짓해주면 (The Wave)                          |

#### デジタルシングル
| リリース       | タイトル                               |
| -------------- | -------------------------------------- |
| 2011年6月23日  | It Girl                                |
| 2012年4月19日  | 4월 19일                               |
| 2012年7月6日   | BUBIBU                                 |
| 2014年1月13日  | Good Morning Baby                      |
| 2015年4月19日  | 새끼손가락 (Promise U)                 |
| 2016年4月19日  | 네가 손짓해주면 (The Wave)             |
| 2017年4月19日  | Always                                 |
| 2018年4月19日  | 기적 같은 이야기                       |
| 2019年4月19日  | Everybody Ready?                       |
| 2021年4月19日  | 고마워 (Thank you)[デビュー10周年記念] |
| 2022年4月19日  | 나만 알면 돼 (I want you to be happy)  |
| 2023年12月11日 | PINK CHRISTMAS                         |
| 2024年4月19日  | Wait Me There                          |
| 2025年4月19日  | Tap Clap                               |

#### スペシャルアルバム
| No. | タイトル                | 収録曲 |
| --- | ----------------------- | --- |
| 1st | Dear （2016年12月15日） | 1. Dear (Whisper) (CD ONLY) 2. 별의 별 (Cause You're My Star) 3. Miss U 4. NoNoNo (Ballad Ver.) 5. 내가 설렐 수 있게 (Only One) (R&B Ver.) 6. LUV (Ballad Ver.) 7. 흔한 일 (ChoRong & NaEun / チョロン、ナウン) 8. 잃어버린 조각 (BoMi & NamJoo / ボミ、ナムジュ) 9. 그 봄날, 이 가을 (EunJi & HaYoung / ウンジ、ハヨン) 10. Mr. Chu (Original) (Instrumental) 11. 동화 같은 사랑 (Instrumental) 12. 4월 19일 (Instrumental) |
| 2nd | Horn （2022年2月14日）  | 1. Dilemma 2. HOLY MOLY 3. My oh My 4. Nothing (JooJiRong) 5. Red Carpet（YOS） 6. Single Rider 7. Free & Love 8. 그날의 봄 (Just Like This) 9. Trip 10. 작은 별（Dream） 11. 고마워（Thank you） |

#### Apink CHOBOM
| No. | タイトル                  | 収録曲                                |
| --- | ------------------------- | ------------------------------------- |
| 1st | Copycat （2022年7月12日） | 1. Copycat 2. Oscar 3. Feel Something |

#### DVD/Blu-ray
| No. | タイトル      | 収録曲                            |
| --- | ------------- | --------------------------------- |
| 1st | 2015年6月24日 | Apink 1st CONCERT -PINK PARADISE- |
| 2nd | 2016年3月9日  | Apink 2nd CONCERT -PINK ISLAND-   |
| 3rd | 2017年9月1日  | Apink 3rd CONCERT -PINK PARTY-    |

#### ミュージックビデオ
| 年     | Links |
| ------ | --- |
| 2011年 | - (I Don't Know / 分からない) |
| 2011年 | - Wishlist |
| 2011年 | - It Girl (Remix Ver.) |
| 2011年 | - MY MY - MY MY (Dance Practice) |
| 2012年 | - HUSH - HUSH (Dance Practice) |
| 2012年 | - BUBIBU (Dance Practice) - BUBIBU (Dance Introduction) |
| 2013年 | - NoNoNo - NoNoNo (Dance.ver) |
| 2013年 | - Secret Garden |
| 2013年 | - U YOU |
| 2014年 | - Good Morning Baby |
| 2014年 | - Mr.Chu - Mr.Chu (Choreography Practice) |
| 2014年 | - Crystal |
| 2014年 | - LUV - LUV (Choreography Practice) |
| 2015年 | - 새끼손가락 (Promise U / 小指) |
| 2015年 | - Remember - Remember (Choreography Practice) |
| 2015年 | - 꽃잎점 (Petal / 花びら占い) |
| 2016年 | - 네가 손짓해주면 (The Wave) |
| 2016年 | - 내가 설렐 수 있게 (Only one) - 내가 설렐 수 있게 (Only one) (Choreography Practice)                                                                                      |
| 2016年 | - 별의 별 (星の星) |
| 2017年 | - Always |
| 2017年 | - FIVE - FIVE (Choreography Practice) |
| 2017年 | - 콕콕 (チクチク) (Choreography Practice) |
| 2018年 | - 기적 같은 이야기 (奇跡のような物語) |
| 2018年 | - 1도 없어 (I'm so sick / 1もない) - 1도 없어 (I'm so sick / 1もない) (Choreography Practice ONE Ver.) - 1도 없어 (I'm so sick / 1もない) (Choreography Practice SIX Ver.) |
| 2018年 | - A L R I G H T (Choreography Practice) |
| 2019年 | - %% (Eung Eung(응응)) - %% (Eung Eung(응응)(Choreography Video) |
| 2020年 | - 덤더럼 (Dumhdurum) - 덤더럼 (Dumhdurum)(Choreography Video) |
| 2021年 | - 고마워（Thank you） |
| 2022年 | - Dilemma |
| 2023年 | - D N D |

#### ソロ ＆ OTS ミュージックビデオ
| 年             | Links                                                          |                |
| チョン・ウンジ | チョン・ウンジ                                                 | チョン・ウンジ |
| -------------- | -------------------------------------------------------------- | -------------- |
| 2012年         | - All For You 「응답하라 1997 (応答せよ1997)」 OST Part.1      |                |
| 2012年         | - 우리 사랑 이대로 「응답하라 1997 (応答せよ1997)」 OST Part.2 |                |
| 2016年         | - 하늘바라기 (Hopefully Sky)                                   |                |
| 2017年         | - 너란 봄 (あなたという春) (feat. 하림)                        |                |
| 2018年         | - 어떤가요 (どうですか)                                        |                |

#### その他

##### OST
- 2011年：SBS「보스를 지켜라 (ボスを守れ)」 OST Part.1 － 「우리 그냥 사랑하게 해주세요 (私たち、ただ愛せるようにしてください)」 (Apink)
- 2012年：tvN「응답하라 1997 (応答せよ1997)」 OST Part.1 － 「All For You」 (ソ・イングク & チョン・ウンジ)
- 2012年：tvN「응답하라 1997 (応答せよ1997)」 OST Part.2 － 「우리 사랑 이대로 (私たちの愛、このまま)」 (ソ・イングク & チョン・ウンジ)
- 2013年：SBS「맨발의 친구들 My Story My Song Project (裸足の友人)」 － 「1분 전 (1分前) 」 (カン・ホドン & チョン・ウンジ)
- 2013年：アニメ映画「세이빙산타 (Saving Santa)」 OST － (チョン・ウンジ with SUHO (EXO))
- 2014年：SBS「쓰리데이즈 (3Days スリーデイズ)」 OST Part.2 － 「그대라구요」 (チョン・ウンジ)
- 2015年：SBSバラエティ「썸남썸녀 (SOME男 SOME女)」 OST － 「lovely 해 (lovelyして)」 (スロン (2AM) & ユン・ボミ)
- 2015年：アニメ映画「리틀톰과 도둑공주 (Tom Little and The Magic Mirror)」 OST － 「더 매직 (The Magic)」 (キム・ナムジュ)
- 2016年：SBS「딴따라 (タンタラ)」 OST Part.6 － 「사랑 앞에서 (愛の前で)」 (チョン・ウンジ)
- 2016年：tvN「신데렐라와 네 명의 기사 (シンデレラと4人の騎士)」 OST Part.4 － 「Without You」 (ユン・ボミ)
- 2017年：アニメ映画「마이펫 오지 (Ozzy)」 OST － (チョン・ウンジ)
- 2017年：JTBC「힘쎈여자 도봉순 (力の強い女ト・ボンスン)」 OST Part.1 － 「그대란 정원 (あなたという庭園)」 (チョン・ウンジ)
- 2017年：KBS 2TV「학교 2017 (学校 2017)」 OST Part.6 － 「I Pray 4 You」 (Apink BnN)
- 2018年：KBS 2TV「슈츠 (スーツ)」 OST Part.2 － 「바람 불면 (風が吹いたら)」 (チョン・ウンジ)
- 2018年：KBS 2TV「최고의 이혼 (最高の離婚)」 OST Part.5 － 「좋겠다 (Wish you are)」 (Apink BnN)

##### 広告ソング
- 2011年：Skinny Baby － 制服ブランド「skoolooks」 (BEAST & Apink)
- 2012年：Elsword － ゲームElsword
- 2013年：5! My Baby － 制服ブランド「skoolooks」 (BEAST & Apink)
- 2013年：FantaTime － コカコーラ炭酸飲料 (イ・グァンス & TEEN TOP Niel & Apink)
- 2013年：Mini (미니) － 制服ブランド「skoolooks」 (B.A.P & Apink)

##### コラボレーション
'A CUBE' FOR SEASON系
- 2012年：'A CUBE' FOR SEASON # GREEN － LOVE DAY (ヤン・ヨソプ (BEAST) & チョン・ウンジ)
- 2013年：'A CUBE' FOR SEASON # WHITE － 일년전에 (1年前に) (チャン・ヒョンスン (BEAST) & チョン・ウンジ & キム・ナムジュ)
- 2013年：'A CUBE' FOR SEASON # BLUE － 짧은 머리 (短い髪) (ホ・ガク & チョン・ウンジ)
- 2014年：'A CUBE' FOR SEASON # SKYBLUE － 이제그만싸우자 (喧嘩はもうやめよう / Break Up To Make Up) (ホ・ガク & チョン・ウンジ)
- 2015年：'A CUBE' FOR SEASON # BLUE Season 2 － 사진 (写真) (ユク・ソンジェ (BTOB) & キム・ナムジュ)

'PLAN A' 系
- 2016年：'PLAN A' FIRST EPISODE － 바다 (海) (ホ・ガク & チョン・ウンジ) (UPの「海」をカバー)
- 2017年：'PLAN A' THIRD EPISODE － 오아시스 (オアシス) (Apink & ホ・ガク & VICTON) (Brown Eyed Girlsの「オアシス」をカバー)

その他
- 2013年：ホ・ガク 初の正規アルバム『Little Giant』 － #04「헤어질걸 알기에 (別れるのをわかっているから)」 (Duet with チョン・ウンジ)
- 2013年：K-HUNTER「결혼하자 (結婚しよう)」 (ユン・ボミとアコースティックアレンジ版を音楽番組でデュエット披露)
- 2013年：M.I.B「너부터 잘 해 (君からしっかりしろ)」 (Feat. ユン・ボミ)
- 2013年：CUBEアーティスト『크리스마스 노래 (クリスマスの歌)』 (4minute、BEAST、G.NA、BTOB、ノ・ジフン、キム・ギリ、シン・ジフン、ホ・ガク、Apink)
- 2014年：PHANTOM「오늘따라 (今日に限って)」 (音楽番組でfeat. キム・ナムジュ)
- 2014年：Apink BnN「My Darling」 － 勇敢な兄弟デビュー10周年記念プロジェクトアルバム参加曲 (Apink BnN：ボミ & ナムジュ)
- 2014年：지기독(Jiggy Dogg)「제일 잘한 일 (The Best Thing I Did)」 (Feat. オ・ハヨン)
- 2015年：デビッド・オのデビューデジタルシングル「노래시작 (歌スタート)」の「알아 알아 (I know I know)」 (Feat. ユン・ボミ)
- 2015年：ユン・ヒョンサン「밥 한 끼 해요 (Let's Eat Together)」 (Feat. ユン・ボミ)
- 2015年：Two Yoo Project Sugar Man Part.1「잊었니 (忘れたの？)」 (Apink BnN)
- 2015年：Damiano「달다 지금 (Sweet Now)」 (Feat. キム・ナムジュ)
- 2016年：コラボレーショングループサマーイレヴンの楽曲「우리의 밤은 당신의 낮보다 아름답다 (私たちの夜はあなたの昼より美しい)」 (ユン・ボミ、キム・ナムジュ、チェヨン (DIA)、LE (EXID)、ミニ (Miss $)、ウ・テウン、ヤン・ダイル、BrotherSu、Chancellor) (KONAの楽曲をカバー)
- 2016年：ハンヘ (PHANTOM)「여름, 아이스크림 (夏、アイスクリーム)」 (Feat. チョン・ウンジ)
- 2016年：MCモン7thアルバム「U.F.O」収録曲 － 「널 너무 사랑해서 (Visual Gangster)」 (Feat. チョン・ウンジ)
- 2016年：人気歌謡ミュージッククラッシュPart.1 － 「내가 예뻐진 이유 (私が綺麗になった理由)」 (BEN、チョン・ウンジ、ジヒョ)
- 2018年：Mighty Mouth「예쁜여자 (綺麗な女)」 (Feat. ユン・ボミ)

### 日本

#### シングル
| No. | タイトル                             | 収録曲 | 収録アルバム |
| --- | ------------------------------------ | --- | ------------ |
| 1st | NoNoNo （2014年10月22日）            | 1. NoNoNo (Japanese Ver.) 2. MY MY (Japanese Ver.) 3. NoNoNo (Instrumental) 4. MY MY (Instrumental)                                                                                | PINK SEASON  |
| 2nd | Mr. Chu (On Stage) （2015年2月18日） | 1. Mr. Chu (On Stage) (Japanese Ver.) 2. HUSH (Japanese Ver.) 3. Mr. Chu (On Stage) (Instrumental) 4. HUSH (Instrumental)                                                          | PINK SEASON  |
| 3rd | LUV （2015年5月20日）                | 1. LUV (Japanese Ver.) 2. Good Morning Baby (Japanese Ver.) 3. LUV (Instrumental) 4. Good Morning Baby (Instrumental)                                                              | PINK SEASON  |
| 4th | SUNDAY MONDAY （2015年12月9日）      | 1. SUNDAY MONDAY (Japanese Ver.) 2. 花占い (Petal) (Japanese Ver.) 3. SUNDAY MONDAY (オルゴール (Music Box Ver.)) 4. SUNDAY MONDAY (Instrumental) 5. 花占い (Petal) (Instrumental) | PINK♡DOLL    |
| 5th | Brand New Days （2016年3月23日）     | 1. Brand New Days 2. Yeah (Japanese Ver.) 3. Brand New Days (Instrumental) 4. Yeah (Instrumental)                                                                                  | PINK♡DOLL    |
| 6th | サマータイム！ （2016年8月3日）      | 1. サマータイム！ 2. Sunshine Girl 3. サマータイム！ (Instrumental) 4. Sunshine Girl (Instrumental)                                                                                | PINK♡DOLL    |
| 7th | Bye Bye （2017年3月29日）            | 1. Bye Bye 2. ぱぴぷぺPON！ 3. Bye Bye (Instrumental) 4. ぱぴぷぺPON！ (Instrumental)                                                                                              | Pink Stories |
| 8th | もっとGO!GO! （2017年7月25日）       | 1. もっとGO！GO！ 2. I'm in Love 3. もっとGO！GO！ (Instrumental) 4. I'm in Love (Instrumental)                                                                                    | Pink Stories |
| 9th | Orion （2017年11月8日）              | 1. Orion 2. Rainbow 3. Orion (Instrumental) 4. Rainbow (Instrumental) | Pink Stories |

#### アルバム
| No. | タイトル                        | 収録曲 |
| --- | ------------------------------- | --- |
| 1st | PINK SEASON （2015年8月26日）   | 1. PINK SEASON 2. NoNoNo -Japanese Ver.- 3. BUBIBU -Japanese Ver.- 4. U You -Japanese Ver.- 5. モルラヨ -Japanese Ver.- (몰라요) 6. Remember -Japanese Ver.- 7. Mr.Chu (On Stage) -Japanese Ver.- 8. MY MY -Japanese Ver.- 9. HUSH -Japanese Ver.- 10. 天使じゃない -Japanese Ver.- (천사가아냐) 11. Good Morning Baby -Japanese Ver.- 12. LUV -Japanese Ver.- 13. 4月19日 -Japanese Ver.- (4월19일) |
| 2nd | PINK♡DOLL （2016年12月21日）    | 1. My First Love 2. IT GIRL -Japanese Ver.- 3. サマータイム！ 4. Brand New Days 5. Shining Star 6. Sunshine Girl 7. 甘い恋しようよ 8. Yeah -Japanese Ver.- 9. ファンファーレ！ 10. SUNDAY MONDAY -Japanese Ver.- 11. 花占い -Japanese Ver.- (꽃잎점) 12. If I…. |
| 3rd | Pink Stories （2017年12月27日） | 1. Hello Hello 2. Bye Bye 3. Rainbow 4. Darling 5. ぱぴぷぺPON！ 6. もっとGO！GO！ 7. Love Shoot！ 8. ダリア 9. I'm in Love 10. Love Forever 11. Orion 12. Happy Ending |

#### スペシャルアルバム
| No. | タイトル                                  | 収録曲 |
| --- | ----------------------------------------- | --- |
| 1st | APINK SINGLE COLLECTION （2018年4月18日） | 1. NoNoNo 2. Mr. Chu (On Stage) 3. LUV 4. Remember 5. SUNDAY MONDAY 6. Brand New Days 7. サマータイム！ 8. My First Love 9. Bye Bye 10. もっとGO！GO！ 11. Orion 12. Love Forever |

#### DVD/Blu-ray
| リリース       | タイトル                                                   |
| 2015年6月10日  | Apink JAPAN Fanmeeting 2015 ～Pink Valentine with U～      |
| 2016年2月10日  | Apink 1st LIVE TOUR 2015 ～PINK SEASON～                   |
| 2016年5月20日  | Apink JAPAN 2nd Fanmeeting ～PINK DAY WITH U～             |
| 2016年10月26日 | Apink 2nd LIVE TOUR 2016 ～PINK SUMMER～                   |
| 2017年7月10日  | みんなのリクエストベスト10！ミニライブ＆トーク＆more..2017 |
| 2018年1月24日  | Apink 3rd LIVE TOUR 2017 ～3YEARS～ at Pacifico Yokohama   |

#### タイアップ
| 楽曲名         | タイアップ先                                                       |
| Brand New Days | テレビ東京系テレビアニメ『リルリルフェアリル〜妖精のドア〜』主題歌 |
| ぱぴぷぺPON!   | テレビ東京系テレビアニメ『リルリルフェアリル〜魔法の鏡〜』主題歌   |

#### ミュージックビデオ
| 年     | Links                                                              |
| ------ | ------------------------------------------------------------------ |
| 2014年 | - NoNoNo -Japanese Ver.-                                           |
| 2015年 | - Mr.Chu -Japanese Ver.-                                           |
| 2015年 | - LUV -Japanese Ver.-                                              |
| 2015年 | - SUNDAY MONDAY -Japanese Ver.-                                    |
| 2016年 | - Brand New Days                                                   |
| 2016年 | - サマータイム！ - サマータイム！ (Dance Feat.Ver. チアリーダー篇) |
| 2017年 | - Bye Bye                                                          |
| 2017年 | - もっとGO！GO！                                                   |
| 2017年 | - Orion                                                            |

## 出演

### ミュージックビデオ
- 2010年：비스트(BEAST)「숨 (Soom)」 － ソン・ナウン
- 2010年：비스트(BEAST)「Beautiful」 － パク・チョロン、ユン・ボミ、ソン・ナウン、ホン・ユギョン、キム・ナムジュ、オ・ハヨン
- 2010年：비스트(BEAST)「니가 제일 좋아」 － ソン・ナウン
- 2011年：비스트(BEAST)「Shock (Japan Ver.)」 － パク・チョロン
- 2012年：A CUBE FOR SEASON # GREEN「LOVE DAY」 － チョン・ウンジ
- 2012年：비투비(BTOB)「비밀 (Insane)」 － パク・チョロン
- 2012年：허각(ホ・ガク)「나를 사랑했던 사람아」 － ソン・ナウン
- 2012年：Mario「May Day」 － Apink
- 2012年：허각(ホ・ガク)「아프다」 － ソン・ナウン
- 2013年：A CUBE FOR SEASON # WHITE「일년전에 (1年前に)」 － チョン・ウンジ、キム・ナムジュ
- 2013年：SPEED「슬픈약속」 － ソン・ナウン
- 2013年：SPEED「It's over」 － ソン・ナウン
- 2013年：허각(ホ・ガク)「1440」 － オ・ハヨン
- 2013年：K-HUNTER「결혼하자 (結婚しよう)」 － ユン・ボミ
- 2013年：신보라(シン・ボラ)「꽁꽁 (かちかち)」 － オ・ハヨン
- 2013年：CUBEアーティスト「크리스마스 노래 (クリスマスの歌)」 － Apink
- 2014年：지기독(Jiggy Dogg)「제일 잘한 일 (The Best Thing I Did)」 － オ・ハヨン
- 2015年：윤현상(ユン・ヒョンサン)「밥 한 끼 해요 (Let's Eat Together)」 － ユン・ボミ
- 2016年：コラボレーショングループサマーイレヴンの楽曲「우리의 밤은 당신의 낮보다 아름답다 (私たちの夜はあなたの昼より美しい)」 － ユン・ボミ、キム・ナムジュ
- 2016年：허각(ホ・ガク) & 정은지(チョン・ウンジ)「바다 (海)」 － チョン・ウンジ
- 2016年：빅톤(VICTON)「아무렇지 않은 척 (I'm fine)」 － ソン・ナウン
- 2017年：허각(ホ・ガク)「혼자, 한잔 (Miss you)」 － パク・チョロン、チョン・ウンジ
- 2017年：싸이(PSY)「New Face」－ ソン・ナウン
- 2017年：빅톤(VICTON)「나를 기억해 (Remember me)」 － オ・ハヨン

### テレビ
- Trend E「A Pink News」 (2011年)
- KBS2「自由宣言土曜日 - 家族の誕生」 (2011年-2012年)
- Trend E「A Pink News 2」 (2011年-2012年)
- Trend E「A Pink News 3」 (2012年)
- MBC every1「A Pink's SHOW TIME」 (2014年)

### ウェブドラマ
- 2017年：「悪童探偵s」 － キム・ナムジュ (オク・ジンギョン役)
  - Part1 カン・ジュニョン失踪事件
  - Part2 スター誕生詐欺事件
  - Part3 皇帝の印章盗難事件
- 2017年：「ロマンス特別法」 －  パク・チョロン (ソ・ジヘ役)
- 2018年：「愛、記憶にとどまる」 － オ・ハヨン (ユ・ハリ役)
- 2018年：「愛、時間にとどまる」 － オ・ハヨン (ユ・ハリ役)
- 2018年：「悪童探偵s 2」 － キム・ナムジュ (オク・ジンギョン役)
  - Part1 星の王子様コメント事件
  - Part2 宮廷愛社推理工房
  - Part3 スナイパー予買事件

### その他
- Apink Diary
- ARIRANG After School Club
- Mwave MEET & GREET
- 5th Mini Album Showcase
- OVEN RADIO Pink LUV
- ARIRANG After School Club
- The Qmentary
- 2nd Album Showcase Pink MEMORY
- Apink Diary 2
- Apink Diary 2 Special
- 3rd Album Showcase
- Apink Diary 3
- Apink Diary 4
- 6th Mini Album Showcase
- 7th Mini Album Showcase
- Apink Diary 2018

## 出版
- 2013年：Apink Special Photobook
- 2015年：Apink 1st LIVE TOUR 2015 ～PINK SEASON～ 公式フォトブック
- 2016年：Apink 1st Photobook「GIRL'S SWEET REPOSE」
- 2018年：Pink Space 2018 Behind Book
- 2018年：Pink Space 2018 Concert Book

## 日本での活動

### イベント / ライブ
【2011年】
- 11月9日、「SEOUL TOKYO MUSIC FESTIVAL 2011」に出演。(さいたまスーパーアリーナ)
- 11月20日、「GOOD FRIENDS CHARITY PREMIUM CONCERT 2011」に出演。(横浜アリーナ)

【2012年】
- 1月11日、「第26回 ゴールデンディスクアワードin 大阪」に出演。(京セラドーム大阪)
- 4月25日、「MCountdown One Asia Tour 2012」に出演。(さいたまスーパーアリーナ)

【2013年】
- 6月30日、「We are Friends Concert 2013」に出演。(パシフィコ横浜 国立大ホール)
- 9月22日、「第5回 日韓交流おまつり2013 in Tokyo」に出演。(東京・日比谷公園)
- 9月28日、「GirlsAward 2013 AUTUMN / WINTER」にモデル出演。(国立代々木競技場第一体育館)

【2014年】
- 8月4日、「Apink 1st Japan showcase」を開催。(品川ステラボール)
- 9月13日、「Apink 2nd Japan showcase」を（昼夜・2公演）開催。(大阪・なんばHatch)
- 10月21日・22日・23日、日本1stシングル「NoNoNo」リリース記念イベントを開催。「ミニライブ ＆ メンバー別メッセージカード手渡し会」を開催。(21日：千里セルシー 1Fセルシー広場、22日：オアシス21、23日：ラゾーナ川崎プラザ ルーファ広場2Fグランドステージ)
- 10月24日、追加イベント 日本1stシングル「NoNoNo」リリース記念イベントを開催。「ミニライブ・トークショー ＆ メンバー別メッセージカード手渡し会」を開催。(TSUTAYA SHIBUYA, TSUTAYA O-WEST)

【2015年】
- 2月15日、「Apink JAPAN Fanmeeting 2015 ～Pink Valentine with U～」を開催。(東京国際フォーラムホールA)
- 2月17日・18日・19日・21日、日本2ndシングル「Mr.Chu」リリース記念イベントを開催。&「Apink special event ～Page１～ Mr.Chu」と「メンバー別 Mr.Chu特製カード手渡し会」を開催。(17日：Zepp Fukuoka、18日：堂島リバーフォーラム、19日：名古屋国際会議場センチュリーホール、21日：豊洲PIT)
- 4月29日、「GirlsAward 2015 SPRING / SUMMER」に出演。(国立代々木競技場第一体育館)
- 5月18日、NHK「MUSIC JAPAN」出演　渋谷NHKホール(6月1日放送分)収録
- 5月19日・22日、日本3rdシングル「LUV」リリース記念イベントを開催。「ミニライブ ＆ メンバー別 LUVレター手渡し会」を開催。(19日：サッポロファクトリーアトリウム、22日：イオンモール岡山 未来スクエア)
- 5月20日・23日、日本3rdシングル「LUV」リリース記念イベントを開催。「メンバー別 LUVレター手渡し会」を開催。(20日：池袋サンシャインシティ展示ホールA、23日：インテックス大阪1号館)
- 11月1日、「日本女子博覧会 -JAPAN GIRLS EXPO 2015秋-」に出演。(インテックス大阪)

【2016年】
- 2月17日・20日、「Apink JAPAN 2nd Fanmeeting ～PINK DAY WITH U～」を開催。(17日：大阪フェスティバルホール、20日：東京国際フォーラムホールA)
- 2月22日、NHK「MUSIC JAPAN」出演　渋谷NHKホール(3月13日放送分)収録
- 7月31日、「MBC Korean Music Wave in Fukuoka」に出演。(福岡ヤフオク!ドーム)
- 8月1日から8月7日、日本6thシングル「サマータイム！」リリース記念イベントを開催。「メンバー別メッセージカード手渡し会」(1日：福岡サンパレスホテル＆ホール、2日：BLUE LIVE HIROSHIMA、3日：Zepp NAGOYA、4日：ハービスホール大阪大ホール、5日：神戸国際展示場3号館展示室、6日：TOC五反田メッセ催事場M2&M3、7日：朱鷺メッセ展示ホールB)
- 12月21日・23日・24日・25日、日本2ndアルバム「PINK♡DOLL」リリース記念イベントを開催。(21日：ラゾーナ川崎プラザルーファ広場２Fグランドステージ、23日：大阪南港ATCホール、24日：名古屋国際会議場白鳥ホール、25日：五反田TOCメッセ)

【2017年】
- 3月29日・30日、日本7thシングル「Bye Bye」リリース記念イベント「メッセージカード手渡し会」を開催。(29日：福岡サンパレス、30日：京都パルスプラザ)
- 4月1日・2日、「みんなのリクエストベスト10！ミニライブ&トーク&more..2017」＆「Bye Bye」リリース記念イベント「メッセージカード手渡し会」を開催。(1日：豊洲PIT、2日：神戸国際会館)
- 5月20日、「KCON 2017 JAPAN × M COUNTDOWN」に出演。(幕張メッセ国際展示場)
- 7月23日・25日・27日・29日、「もっとGO！GO！」リリース記念イベント「メッセージカード手渡し会」を開催。(23日：FFBホールAホール、25日：ハービスホール、27日：Zepp Nagoya、29日：東京流通センター)
- 11月22日、日本9thシングル「Orion」リリース記念試写会を開催。(22日：なかのZERO大ホール)
- 11月23日・24日・25日・26日、日本9thシングル「Orion」リリース記念イベント「メッセージカード手渡し会」を開催。(23日：有明TFTホール1000、24日：東別院ホール、25日：御堂筋ホール心斎橋、26日：福岡エルガーラホール)

【2018年】
- 9月21日、「2018 Apink Fanmeeting in Japan ～ONE＆SIX～」を開催。(豊洲PIT)
- 9月22日、韓国7thミニアルバム「ONE＆SIX」リリース記念イベントを開催。(TFTホール500)
- 11月28日・29日、チョン・ウンジ日本単独コンサート「2018 Jeong Eun Ji 1st Live in Japan ～Hyehwa～」を開催。(渋谷区文化総合センター大和田さくらホール)

【2019年】
- 2月2日・3日、2年ぶりとなる日本でのライブ「APINK JAPAN LIVE PINK COLLECTION」を東京で開催した[60]。

### LIVE TOUR
【2015年】
Apink 1st LIVE TOUR 2015 ～PINK SEASON～
- 9月3日：名古屋国際会議場センチュリーホール
- 9月5日：福岡サンパレスホテル＆ホール
- 9月21日：グランキューブ大阪 (昼夜・2公演)
- 10月4日：東京国際フォーラムホールA
- 10月12日：TOKYO DOME CITY HALL

【2016年】
Apink 2nd LIVE TOUR 2016 ～PINK SUMMER～
- 7月7日：札幌ニトリ文化ホール
- 7月9日：東京国際フォーラムホールA
- 7月10日：東京国際フォーラムホールA
- 7月16日：グランキューブ大阪
- 7月18日：福岡サンパレス ホテル＆ホール
- 7月23日：愛知県芸術劇場

【2017年】
Apink 3rd LIVE TOUR 2017 ～3YEARS～
- 7月22日：神戸国際会館こくさいホール
- 7月26日：Zepp 名古屋
- 7月30日：パシフィコ横浜・国立大ホール

## 受賞経歴
|        | 受賞 内訳 |
| 2011年 | - 第13回 《Mnet Asian Music Awards》 － 女性新人賞 - 第19回 《大韓民国文化芸能大賞》 － アイドル ミュージック新人賞 |
| 2012年 | - 第26回 《Golden Disk Awards》 － 新人賞 - 第7回 《アジア モデル賞》 － モデル特別賞ニュースター賞 - 第20回 《大韓民国文化芸能大賞》 － アイドル優秀歌謡賞 - 第21回 《ハイウォン ソウル歌謡大賞 (Seoul Music Awards)》 － 新人賞 - 第1回 《ガオンチャートK-POPアワード》 － 新人賞グループ部門 - 第5回 《スタイルアイコンアワード》 － 10代スタイルアイコン賞 (チョン・ウンジ) - 第6回 《コリアドラマフェスティバル》 － ベストカップル賞 (チョン・ウンジ) - 第14回 《Mnet Asian Music Awards》 － ベストOST賞 (チョン・ウンジ) - 第4回 《Melon Music Awards》 － ミュージックスタイル賞OST部門 (チョン・ウンジ) - 第1回 《K-ドラマスターアワード》 － ベストOST賞 (チョン・ウンジ) - 第1回 《K-ドラマスターアワード》 － ベストカップル賞 (チョン・ウンジ) - 第1回 《K-ドラマスターアワード》 － ライジングスター賞 (チョン・ウンジ) |
| 2013年 | - 第21回 《大韓民国文化芸能大賞》 － 10代歌手賞 - 第15回 《Mnet Asian Music Awards》 － ネクスト・ジェネレーション・グローバルスター賞 - 第2回 《ガオンチャートK-POPアワード》 － ホットトレンド賞 - 第2回 《ガオンチャートK-POPアワード》 － 歌手賞音源部門9月 (ソ・イングク ＆ チョン・ウンジ) - 第49回 《百想(ペクサン)芸術大賞》 － TV部門女性新人演技賞 (チョン・ウンジ) - 第2回 《2013 APAN STAR AWARDS》 － ベストパフォーマンス賞 (チョン・ウンジ) - 《2013 SBS演技大賞》 － ニュースター賞 (チョン・ウンジ) |
| 2014年 | - 第28回 《Golden Disk Awards》 － デジタル音源部門本賞《No No No》 - 第23回 《ハイウォン ソウル歌謡大賞 (Seoul Music Awards)》 － 本賞 - 第20回 《大韓民国芸能芸術賞》 － ネチズン賞 - 第3回 《ガオンチャートK-POPアワード》 － ホットパフォーマンス賞 - 第6回 《Melon Music Awards》 － 女性ダンス部門賞 - 第16回 《ソウル国際青少年映画祭》 － 女性青少年演技賞 (チョン・ウンジ) - 《2014 SBS歌謡大祭典》 － TOP10 - 《2014 KBS演技大賞》 － 女性人気賞 (チョン・ウンジ) |
| 2015年 | - 第29回 《Golden Disk Awards》 － アルバム部門本賞《Pink Blossom》 - 第29回 《Golden Disk Awards》 － アルバム部門女性グループベストパフォーマンス賞 - 第21回 《大韓民国芸能芸術賞》 － 女性グループ賞 - 第24回 《ハイウォン ソウル歌謡大賞 (Seoul Music Awards)》 － 本賞 - 第4回 《ガオンチャートK-POPアワード》 － 歌手賞音源部門12月 - 第29回 《日本ゴールドディスク大賞》 － アジア部門ベスト３ニューアーティスト賞 - 《Forbes Korea Power Celebrity 40》 － 第18位 - 《2015 ハンビット賞》 － 歌手部門 - 第7回 《Melon Music Awards》 － TOP10 - 第23回 《大韓民国文化芸能大賞》 － 10代歌手賞 |
| 2016年 | - 第25回 《ハイウォン ソウル歌謡大賞 (Seoul Music Awards)》 － 本賞 - 第30回 《Golden Disk Awards》 － アルバム部門本賞《Pink MEMORY》 - 第11回 《台湾 KKBOX Music Awards》 － スペシャルアワード - 第8回 《Melon Music Awards》 － ミュージックスタイル賞バラード部門女性 (チョン・ウンジ) |
| 2017年 | - 第2回 《2017 Asia Artist Awards》 － ベストセレブリティ賞 - 《2017 MelOn Music Awards》 － ベストフォークソングブルース (チョン・ウンジ) |